# Slobodna sirijska vojska
Slobodna sirijska vojska (arapski: الجيش السوري الحر‎, al-Jaysh as-Sūrī al-Ḥurr, poznatija pod engleskom pokratom FSA) naziv je paravojne postrojbe u Sirijskom građanskom ratu. Osnovalo ju je sedam vojnih zapovjednika prebjeglih iz Sirijskih oružanih snaga s ciljem svrgavanja Bašara al-Asada i borbe protiv Islamske države i svih organizacija koje promiču islamski fundamentalizam i terorizam na području Bliskog Istoka. Ova paravojna postrojba dobivala je i još uvijek dobiva ekstenzivnu financijsku, tehničku i medijsku (propagandnu) pomoć od strane NATO saveza, a ponajviše SAD-a, Velike Britanije, Saudijske Arabije, Turske, UAE-a, Izraela, Katara i Kuvajta. Jedan od najvećih sponzora Slobodje sirijske vojske je bila američka Centralna obavještajna služba CIA, koja se nakon toga usmjerila na formiranje tzv. Sirijske demokratske snage poznatije kao SDF.
Štoviše, mnogi pripadnici Slobodne sirijske vojske su prebjegli u ISIS, a postoje i informacije o povzanosti Slobodne sirijske vojske s Al-Kaidom i Al Nusrom. Zapadni masovni mediji i NATO savez su namjerno prešutjeli ove činjenice.
Činjenica je da velika većina boraca Slobodne sirijske vojske nisu Sirijci, već državljani raznih nacionalnosti. Tu informaciju je potvrdila njemačka obavještajna služba BND, te ju je nedugo nakon toga povukla zbog pritiska od strane SAD-a.
Od samoga osnivanja, zapadni mediji, a naročito vlada SAD-a ju je predstavljala kao »umjerenu oporbu« Asadu koja se bori za nesektašku i sekularnu demokratsku Siriju, oslobođenu od Asadovog fundamentalističkog učenja i suradnje s protudemokratskim islamističkim skupinama poput Al-Kaide i Islamske države. Zbog toga je otpočetka uživala povjerenje Zapadnog svijeta, gdje se smatrala obrambenom i domobranskom vojskom u Sirijskom građanskom ratu, ali je bila metom kritika zbog razjedinjenosti i nedostatka vojnog poretka i discipline unutar svojih postrojbi. 
Radi neuređenosti svojih borbenih struktura, od 2012. pada joj podrška Protuterorističkog saveza (na čelu sa Sjedinjenim Državama) i njezina uloga u borbi protiv Asada ujedinjenog s Turskom i Islamskom državom, što je za izravnu posljedicu imalo niz napada džihadista i salafista koji su tijekom 2012. i 2013. usporili njezin napredak i doveli do cijepanja u više postrojbi.
U 2016. godini, UN je objavio da ima 62 zabilježena slučaja regrutiranja i korištenja djece vojnika od strane Slobodne sirijske vojske.

## Postrojbe
Vojni poredak (hijerarhija) Slobodne sirijske vojske. Ugasle ili odmetnute postrojbe označene su precrtano.

### Sjeverna Sirija
- 1. obalna divizija – primala vojnu pomoć od SAD-a i Katara
- 1. udarna brigada
- 16. udarna divizija – djelovala paravojno na području Alepa
- 21. divizija (prije 101. udarna divizija) – surađuje s Al-Nusrom
- Mudžahedinska vojska – surađivala sa Slobodnom sirijskom vojskom do 2014., otkada se počinje boriti na strani sunitskih ekstremista
- Središnja divizija – bori se na području guvernata Idlib i Hama u središnjoj Siriji
- Fastaqimska uniija – odcjepila se istovremeno kad i Mudžahedinska vojska, djeluje kod Alepa
- Slobodna Idlibska vojska – stvorena 2016. kao postrojba SSV-a na području sjeverozapadne Sirije: 
  - Sjeverna divizija
  - Planinska brigada »Jastrebovi«
  - 13. divizija
- Hamza divizija – djeluje na području guvernata Alep
- Pobjedničke brigade.

### Sirijske demokratske snage
- Eufratska brigada
- Revolucionarna vojska – sastavljena od više postrojbi
  - Sjeverni bataljun »Sun«
  - Jabhat al-Akrad – pretežno sastavljena od arabiziranih Kurda
  - Seldžudska brigada

### Južna Sirija
- Nova sirijska vojska – paravojna postrojba osnovana od strane SAD-a 2015., djeluje u istočnoj Siriji
- al-Rahmanova legija – djeluje oko Damaska
- Autentičan front napretka – osnovan od strane Saudijske Arabije; služi se zastavama Slobodne sirijske vojske, ali se istovremeno bori protiv nje;
- Južni front – sastavljen od 54 – 58 paravojnih postrojbi i frakcija unutar SSV-a
- Yarmoukova vojska – djeluje na području guvernorata Daara
- Vojska slobodnih plemena – plemenski vojni savez, djeluje na području guvernorata Daara

## Vanjske poveznice
- Službene internetske stranice SSV-a
- Slobodna sirijska vojska na Twitteru
- Izvorni videozapis o proglašenju SSV-a na Youtubeu